# Polo aquático nos Jogos Pan-Americanos de 2015
Os torneios de polo aquático nos Jogos Pan-Americanos de 2015 foram realizados no Centro Pan-Americano Markham, em Markham, entre 7 e 15 de junho.
Oito equipes no masculino e oito equipes no feminino participaram dos torneios de polo aquático, que tiveram o mesmo formato de disputa. As equipes participantes foram divididas em dois grupos de quatro, onde as duas melhores equipes de cada grupo avançaram as semifinais, com as vencedoras disputando a medalha de ouro e as perdedoras o bronze. As duas equipes piores colocadas nos grupos disputaram os jogos classificatórios de quinto a oitavo lugar. O campeão do torneio masculino garantiu a qualificação para os Jogos Olímpicos de Verão de 2016, no Rio de Janeiro.
Como o Pan estava sendo disputado ainda durante os primeiros dias do Campeonato Mundial de Esportes Aquáticos, as competições de polo aquático começaram três dias antes da cerimônia de abertura para evitar o choque de datas entre ambos os eventos.

## Calendário
| Julho         | 7 | 8 | 9 | 10 | 11 | 12 | 13 | 14 | 15 | 16 | 17 | 18 | 19 | 20 | 21 | 22 | 23 | 24 | 25 | 26 |
| ------------- | - | - | - | -- | -- | -- | -- | -- | -- | -- | -- | -- | -- | -- | -- | -- | -- | -- | -- | -- |
| Polo aquático |   |   |   |    |    |    |    | 1  | 1  |    |    |    |    |    |    |    |    |    |    |    |

|  | Dia de competição |  | Dia de final |

## Países participantes
Um total de nove delegações enviaram equipes para as competições de polo aquático. Argentina, Brasil, Canadá, Cuba, Estados Unidos, México e Venezuela participam tanto do torneio masculino quanto do feminino.
| - ARG Argentina (26) - BRA Brasil (26) - CAN Canadá (26) - CUB Cuba (26) - ECU Equador (13) | - USA Estados Unidos (26) - MEX México (26) - PUR Porto Rico (13) - VEN Venezuela (26) |

## Medalhistas
| Evento             | Ouro | Prata | Bronze |
| ------------------ | --- | --- | --- |
| Masculino detalhes | Merrill Moses Nikola Vavic Alex Obert Jackson Kimbell Alex Roelse Luca Cupido Josh Samuels Tony Azevedo Alex Bowen Bret Bonanni Jesse Smith John Mann McQuin Baron USA Estados Unidos                                                   | Vinícius Antonelli Jonas Crivella Guilherme Gomes Ives González Paulo Salemi Bernardo Gomes Adrià Delgado Felipe Costa e Silva Bernardo Rocha Felipe Perrone Gustavo Guimarães Josip Vrlić Thyê Bezerra BRA Brasil | Robin Randall Constantine Kudaba Oliver Vikalo Nicolas Bicari Justin Boyd Scott Robinson Alec Taschereau Kevin Graham Dusan Radojcic John Conway George Torakis Jared McElroy Dusan Aleksic CAN Canadá                     |
| Feminino detalhes  | Samantha Hill Madeline Musselman Melissa Seidemann Rachel Fattal Caroline Clark Margaret Steffens Courtney Mathewson Kiley Neushul Ashley Grossman Kaleigh Gilchrist Makenzie Fischer Kameryn Craig Ashleigh Johnson USA Estados Unidos | Jessica Gaudreault Krystina Alogbo Katie Monton Emma Wright Monika Eggens Jakie Kohli Joelle Bekhazi Shae Fournier Carmen Eggens Christine Robinson Stephanie Valin Dominique Perreault Claire Wright CAN Canadá   | Tess Oliveira Diana Abla Marina Zablith Marina Canetti Lucianne Barroncas Izabella Chiappini Catherine Oliveira Luiza Carvalho Melani Dias Viviane Bahia Mirella Coutinho Gabriela Mantellato Victória Chamorro BRA Brasil |

## Quadro de medalhas
| Ordem | País               | Medalha de ouro | Medalha de prata | Medalha de bronze |   |
| ----- | ------------------ | --------------- | ---------------- | ----------------- | - |
| 1     | USA Estados Unidos | 2               |                  |                   | 2 |
| 2     | BRA Brasil         |                 | 1                | 1                 | 2 |
|       | CAN Canadá         |                 | 1                | 1                 | 2 |
| TOTAL | TOTAL              | 2               | 2                | 2                 | 6 |